# Coronel Barros
Coronel Barros est une municipalité brésilienne située dans l'État du Rio Grande do Sul.
Sa population s'élève à 2 822 habitants en 2022.